# Младен Найденов
Младен Иванов Найденов е български политик, кмет на Видин.

## Биография
Роден е през 1859 г. в град Видин. Учи в местното класно училище. През март 1881 г. става втори писар в общината. Народен представител е във II и III велики народни събрания. Два пъти е кмет на Видин от 15 октомври 1890 до 28 май 1894 и от април 1900 до 24 май 1905. По време на първия му мандат се достроява видинския храм „Св. Димитър“, построява се публичен дом в района на днешната жп гара. След падането на Стефан Стамболов от власт, противниците му във Видин настояват за оставката на Иванов, който я подава на 28 май 1894 г. Въпреки че тя не е приета след три последователни гласувания на общинския съвет, Иванов сам напуска. През април 1900 г. отново става кмет.